# جامعة تشواني للتكنولوجيا
جامعة تشواني للتكنولوجيا (بالإنجليزية: Tshwane University of Technology)، هي مؤسسة للتعليم العالي في خاوتينغ بريتوريا، في جنوب إفريقيا.

## الوصف
- ظهرت إلى حيز الوجود من خلال اندماج ثلاث تكنيكونات - تكنيكون نورثرن غوتنغ، وتكنيكون نورث ويست، وتكنيكون بريتوريا.[7]

- تلبي احتياجات ما يقرب من 60.000 طالب وأصبحت أكبر مؤسسة للتعليم العالي السكنية في جنوب إفريقيا.

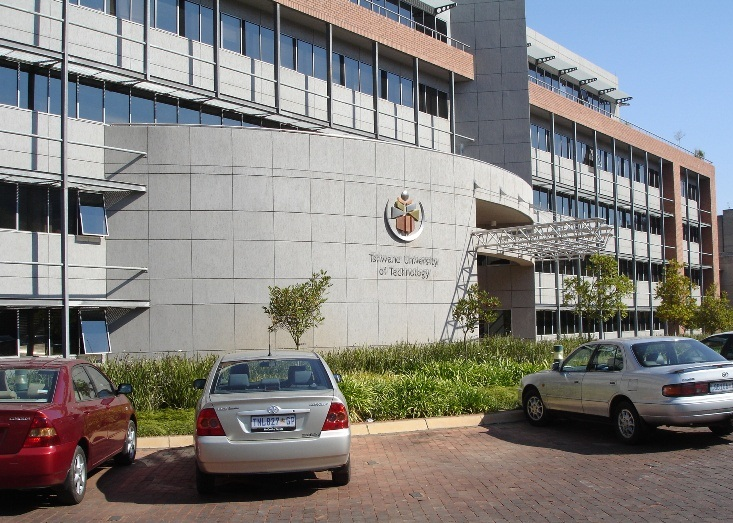
جامعة تشواني للتكنولوجيا

- تشير التقديرات لعام 2014 إلى أن عدد طلبات طلاب السنة الأولى التي تلقتها الجامعة بلغ حوالي 80 ألف طلب.

## الأقسام
توفر جامعة تشواني للتكنولوجيا في الغالب المؤهلات المهنية في شكل دبلومات مدتها ثلاث سنوات، وخيارات إضافية في شكل شهادات متقدمة ودراسات عليا وماجستير ودكتوراه.
يتم تقديم هذه المؤهلات من خلال الكليات التالية:
- كلية الفنون والتصميم كلية العلوم.

- كلية الهندسة والبيئة العمرانية.

- كلية تكنولوجيا المعلومات والاتصالات.

- كلية العلوم الإنسانية كلية الاقتصاد والمالية.

- كلية العلوم الإدارية وإدارة الأعمال.[8]

## تصنيف الجامعة
- في عام 2018، حصلت الجامعة على المرتبة التاسعة كأفضل جامعة في جنوب إفريقيا.

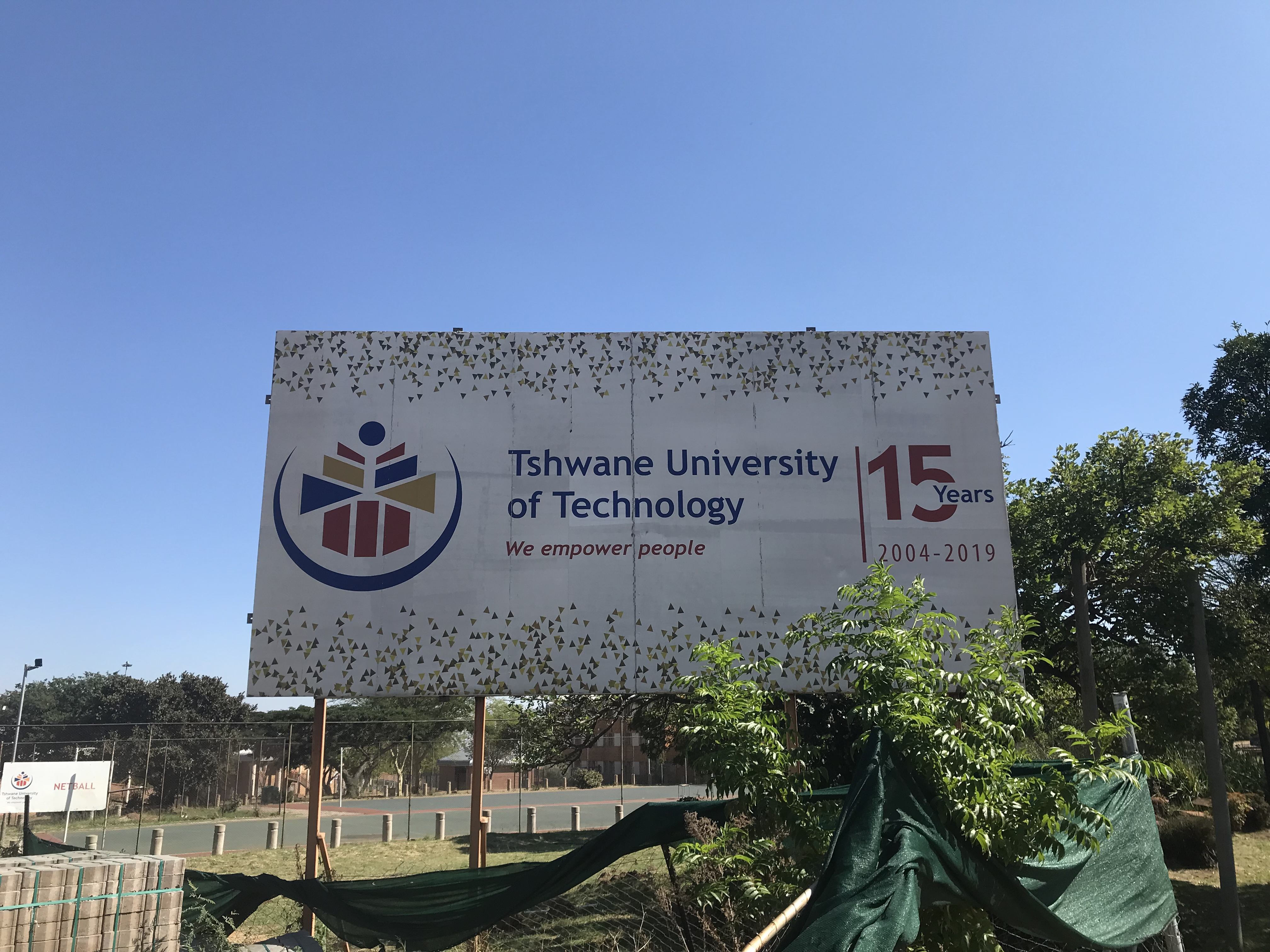
جامعة تشواني للتكنولوجيا

- جامعة تشواني للتكنولوجيا تصنف منظمة الأمم المتحدة للتربية والعلم والثقافة (اليونسكو) قسم الصحافة بالجامعة كواحد من اثني عشر مركزًا محتملاً للتميز في التدريب على الصحافة في إفريقيا.[9]